# Anoplosiagum vicinum
Anoplosiagum vicinum är en skalbaggsart som beskrevs av Frey 1973. Anoplosiagum vicinum ingår i släktet Anoplosiagum och familjen Melolonthidae. Inga underarter finns listade i Catalogue of Life.